# Vuelta a Murcia 2018
La 38.ª edición de la clásica ciclista Vuelta a Murcia (llamado oficialmente: Vuelta Ciclista a la Región de Murcia Gran Premio Banco Sabadell ), fue una carrera en España que se celebró el 10 de febrero de 2018 con inicio en el municipio de Beniel en la Región de Murcia, y final en la ciudad de Murcia sobre un recorrido de 208,3 kilómetros.
La carrera hizo parte del UCI Europe Tour 2018, dentro de la categoría UCI 1.1
La carrera fue ganada por el corredor español Luis León Sánchez del equipo Astana, en segundo lugar Alejandro Valverde (Movistar Team) y en tercer lugar Philippe Gilbert (Quick-Step Floors).

## Recorrido
La Vuelta a Murcia dispuso de un recorrido total de 208,3 kilómetros, entre Beniel y Murcia con tres dificultades montañosas. El primer puerto es el Alto de Cieza (3ª Categoría), situado a 140 kilómetros de la línea de meta. Posteriormente, los ciclistas afrontarán el Alto de la Zarzadilla, de 2ª Categoría, que se encuentra a 89 kilómetros de la llegada. Luego la carrera se dirigirá finalmente al Collado Bermejo (1ª Categoría). El final será idéntico al de las últimas ediciones.

## Equipos participantes
Tomaron parte en la carrera 19 equipos: 6 de categoría UCI WorldTeam; 12 de categoría Profesional Continental; 1 de categoría Continental. Formando así un pelotón de 133 ciclistas de los que acabaron 39. Los equipos participantes fueron:
| WorldTeams (6)- Movistar Team - Astana - Bora-Hansgrohe - Mitchelton-Scott - Quick-Step Floors - Katusha-Alpecin Equipos continentales profesionales (12)- Direct Énergie - Cofidis, Solutions Crédits - Wanty-Groupe Gobert - Euskadi Basque Country-Murias - Burgos-BH - Gazprom-RusVelo - Sport Vlaanderen-Baloise - Rally Cycling - Vérandas Willems-Crelan - Roompot-Nederlandse Loterij - CCC Sprandi Polkowice - Caja Rural-Seguros RGA Equipo continental- Fundación Euskadi |
| |

## Clasificación final
- Las clasificaciones finalizaron de la siguiente forma:[5]

| \| Clasificación general \| Clasificación general \| Clasificación general \| Clasificación general \| Clasificación general \| \| Ciclista \| Ciclista \| Equipo \| Tiempo \| \| \| --------------------- \| --------------------- \| --------------------- \| --------------------- \| --------------------- \| \| 1.º \| Luis León Sánchez \| Astana \| 5 h 06 min 34 s \| \| \| 2.º \| Alejandro Valverde \| Movistar Team \| + 15 s \| \| \| 3.º \| Philippe Gilbert \| Quick-Step Floors \| + 2 min 15 s \| \| \| 4.º \| Matteo Trentin \| Mitchelton-Scott \| + 3 min 54 s \| \| \| 5.º \| Pieter Serry \| Quick-Step Floors \| + 3 min 54 s \| \| \| 6.º \| Jakob Fuglsang \| Astana \| + 3 min 54 s \| \| \| 7.º \| Bob Jungels \| Quick-Step Floors \| + 3 min 57 s \| \| \| 8.º \| Willie Smit \| Katusha-Alpecin \| + 5 min 11 s \| \| \| 9.º \| José Joaquín Rojas \| Movistar Team \| + 5 min 16 s \| \| \| 10.º \| Pieter Vanspeybrouck \| Wanty-Groupe Gobert \| + 5 min 16 s \| \| |                      |                     |                 |
| |                      |                     |                 |
| Fuente: ProCyclingStats |                      |                     |                 |
| Clasificación general |                      |                     |                 |
| Ciclista | Ciclista             | Equipo              | Tiempo          |
| 1.º | Luis León Sánchez    | Astana              | 5 h 06 min 34 s |
| 2.º | Alejandro Valverde   | Movistar Team       | + 15 s          |
| 3.º | Philippe Gilbert     | Quick-Step Floors   | + 2 min 15 s    |
| 4.º | Matteo Trentin       | Mitchelton-Scott    | + 3 min 54 s    |
| 5.º | Pieter Serry         | Quick-Step Floors   | + 3 min 54 s    |
| 6.º | Jakob Fuglsang       | Astana              | + 3 min 54 s    |
| 7.º | Bob Jungels          | Quick-Step Floors   | + 3 min 57 s    |
| 8.º | Willie Smit          | Katusha-Alpecin     | + 5 min 11 s    |
| 9.º | José Joaquín Rojas   | Movistar Team       | + 5 min 16 s    |
| 10.º | Pieter Vanspeybrouck | Wanty-Groupe Gobert | + 5 min 16 s    |

## UCI World Ranking
La Vuelta a Murcia otorga puntos para el UCI Europe Tour 2018 y el UCI World Ranking, este último para corredores de los equipos en las categorías UCI WorldTeam, Profesional Continental y Equipos Continentales. Las siguientes tablas muestran el baremo de puntuación y los 10 corredores que obtuvieron más puntos:
| Posición   | 1.º | 2.º | 3.º | 4.º | 5.º | 6.º | 7.º | 8.º | 9.º | 10.º | 11.º | 12.º | 13.º-15.º | 16.º-25.º |
| Puntuación | 125 | 85  | 70  | 60  | 50  | 40  | 35  | 30  | 25  | 20   | 15   | 10   | 5         | 3         |

| 1..º  | Luis León Sánchez    | Astana              | 125 |
| 2..º  | Alejandro Valverde   | Movistar            | 85  |
| 3..º  | Philippe Gilbert     | Quick-Step Floors   | 70  |
| 4..º  | Matteo Trentin       | Mitchelton-Scott    | 60  |
| 5..º  | Pieter Serry         | Quick-Step Floors   | 50  |
| 6..º  | Jakob Fuglsang       | Astana              | 40  |
| 7..º  | Bob Jungels          | Quick-Step Floors   | 35  |
| 8..º  | Willie Smit          | Katusha-Alpecin     | 30  |
| 9..º  | José Joaquín Rojas   | Movistar            | 25  |
| 10..º | Pieter Vanspeybrouck | Wanty-Groupe Gobert | 20  |